# Stichopogon bengalensis
Stichopogon bengalensis là một loài ruồi trong họ Asilidae. Stichopogon bengalensis được Joseph & Parui miêu tả năm 1997. Loài này phân bố ở miền Ấn Độ - Mã Lai.